# Montalto Ligure
Montalto Ligure (ligur nyelven Möntäto) egy olasz község Liguria régióban, Imperia megyében

## Gazdaság
Legjelentősebb bevételi forrása  a mezőgazdaság. Elsősorban szőlőt és olivát termesztenek.

## Közlekedés
Megközelíthető az A10 autópályán, az Arma di Taggia lehajtóról.

## Fordítás
- Ez a szócikk részben vagy egészben  a   Montalto Ligure című olasz Wikipédia-szócikk fordításán alapul.  Az eredeti cikk szerkesztőit annak laptörténete sorolja fel. Ez a jelzés csupán a megfogalmazás eredetét és a szerzői jogokat jelzi, nem szolgál a cikkben szereplő információk forrásmegjelöléseként.